# Meriem Bjaoui
Meriem Bjaoui (ar. مريم بجاوي; ur. 29 października 1996) – tunezyjska judoczka. Uczestniczka mistrzostw świata w 2014 i 2018. Startowała w Pucharze Świata w latach 2014-2017 i 2022. Brązowa medalistka igrzysk afrykańskich w 2015 i 2019. Zdobyła pięć medali na mistrzostwach Afryki w latach 2016 - 2022. Triumfatorka igrzysk śródziemnomorskich w 2018 i siódma w 2022. Trzecia na igrzyskach frankofońskich w 2017, a także igrzyskach solidarności islamskiej w 2017 roku.